# Großer Preis von Italien 1959
Der Große Preis von Italien 1959 (offiziell XXIX Gran Premio d’Italia) fand am 13. September auf dem Autodromo Nazionale di Monza in Monza statt und war das achte Rennen der Automobil-Weltmeisterschaft 1959.

## Bericht

### Hintergrund
Der Große Preis von Italien 1959 wurde wie im Vorjahr auf der Streckenvariante ohne der Steilkurve ausgetragen. Neben dem Großen Preis von Deutschland und dem Großen Preis von Frankreich war die Strecke in Monza ein weiterer Hochgeschwindigkeitskurs, der den frontmotorbetriebenen Wagen Vorteile brachte. Allerdings hatte Cooper im Laufe der Saison seinen heckmotorbetriebenen Cooper T51 stark verbessert, sodass der Wagen auch auf solchen Strecken mit der Konkurrenz mithielt und siegfähig war. Für Cooper fuhren Jack Brabham, Bruce McLaren und Giorgio Scarlatti. Scarlatti ersetzte für ein Rennen Masten Gregory, der verletzungsbedingt den Rest der Saison aussetzte. Sowohl Scarlatti, als auch Gregory fuhren anschließend keine weiteren Rennen mehr für das Cooper Werksteam. Ferrari erhöhte die Anzahl seiner Wagen für das Heimrennen auf fünf. Neben den Stammfahrern Tony Brooks, Phil Hill und Dan Gurney kehrten Cliff Allison und Olivier Gendebien zum Team zurück. Gendebien fuhr sein zweites und letztes Saisonrennen, er fuhr im folgenden Jahr private Cooper, kehrte aber 1961 für ein Rennen zu Ferrari zurück. Für Gurney war es das letzte Rennen für die Scuderia Ferrari in seiner Karriere, er wechselte im folgenden Jahr zu B.R.M.
B.R.M. verzichtete auf einen Start beim Großen Preis der USA 1959, wodurch Harry Schell das letzte Rennen für B.R.M. fuhr. Schell beendete anschließend seine Karriere mit zwei weiteren Rennen in einem privaten Cooper. Auch Ron Flockhart fuhr ein letztes Mal für B.R.M, Jo Bonnier blieb dem Team noch ein weiteres Jahr als Fahrer erhalten. Das Team begann bereits mit der Entwicklung des Nachfolgewagens des BRM P25, dem BRM P48. Das neue Auto war ähnlich zum Vorgänger, hatte allerdings einen Heckmotor. Man meldete einen P48 für Bonnier, setzte den Wagen jedoch noch nicht ein, Bonnier fuhr Training und Rennen mit dem P25. Erst beim zweiten Saisonrennen der Automobilmeisterschaft 1960 debütierte der neue B.R.M. Auch Aston Martin fuhr das letzte Saisonrennen mit den beiden Stammfahrern Roy Salvadori und Carroll Shelby. Das Team nahm anschließend nur noch am Großen Preis von Großbritannien 1960 teil und zog sich danach mangels Konkurrenzfähigkeit aus der Automobilmeisterschaft zurück. Für Shelby war der Große Preis von Italien 1959 das letzte Formel-1-Rennen seiner Karriere. Lotus fuhr mit Graham Hill und Innes Ireland, Graham Hill kündigte ebenfalls seinen Vertrag und wechselte in der folgenden Saison zu B.R.M. Erst in der Automobilmeisterschaft 1967 kehrte Graham Hill wieder zu Lotus zurück.
Viele Fahrer waren mit privaten Wagen für das Rennen gemeldet. Stirling Moss und Maurice Trintignant fuhren Cooper T51 für das Rob Walker Racing Team, Colin Davis und Ian Burgess für die Scuderia Centro Sud. Dies war Davis letzter Grand Prix. Jack Fairman fuhr einen veralteten Cooper T45 für High Efficiency Motors, Giulio Cabianca einen Maserati 250F.
In der Fahrerwertung führte Brabham mit vier Punkten Vorsprung auf Brooks und 9,5 Punkten auf Moss. Brabham hatte somit die Chance vorzeitig Weltmeister zu werden, hätte er, Streichresultate und dem Punkt für die schnellste Rennrunde miteinberechnet fünf Punkte mehr als Brooks erzielt und gleichzeitig mehr Punkte als Moss erhalten. Alle drei Fahrer konnten noch aus eigener Kraft Weltmeister werden. Die Konstrukteursweltmeisterschaft wurde zwischen Cooper und Ferrari entschieden, wobei Cooper ein weiterer Sieg gereicht hätte, um den Titel vorzeitig zu gewinnen. Moss gewann das Rennen zuvor zweimal, Maserati und Ferrari waren ebenfalls jeweils zweimal erfolgreich.

### Training
Im Training duellierten sich Ferrari und einzelne Cooper-Fahrer um die Pole-Position. Moss erreichte zum zweiten Mal hintereinander die schnellste Rundenzeit, eine Zehntelsekunde schneller als Brooks. Brabham qualifizierte sich auf den dritten Platz, wodurch alle drei Titelaspiranten aus Startreihe eins ins Rennen starteten.
Auf den Plätzen vier bis acht qualifizierten sich Brooks Teamkollegen, lediglich Schell auf B.R.M. schob sich mit Position sieben zwischen die Ferraris. Der nächstbeste Teamkollege von Brabham war McLaren auf Platz neun, Graham Hill komplettierte auf Lotus die ersten Zehn.
Aston Martin erreichte im Training Startplätze im hinteren Feld, Cabianca auf Maserati wurde letzter. Beide Wagen waren mehrere Sekunden langsamer als die Konkurrenz.

### Rennen

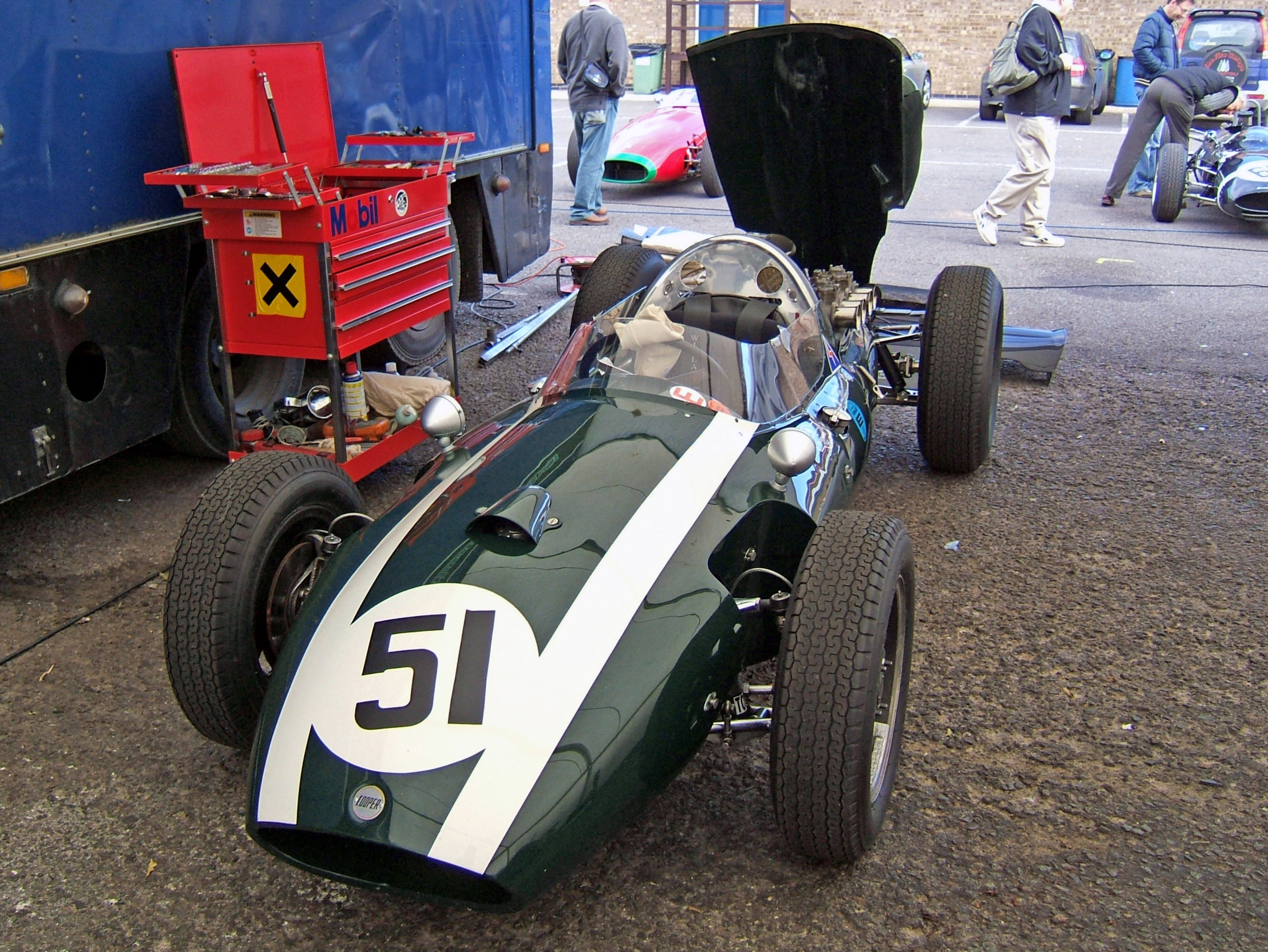
Cooper T51 – erster heckmotorbetriebener Wagen, mit dem die Konstrukteursweltmeisterschaft gewonnen wurde

Das Rennen wurde zum Strategieduell zwischen Ferrari und Cooper. Während die meisten Teams versuchten, ohne einen Boxenstopp für Reifenwechsel durchzufahren, entschied sich Ferrari bei all seinen Wagen für eine Ein-Stopp-Strategie. Unmittelbar nach dem Start erlitt Brooks einen Kupplungsschaden, der für ihn das Rennende bedeutete. Brooks Chancen auf den Fahrertitel sanken damit deutlich und Moss sowie Brabham hatten die Möglichkeit ihre Ausgangslage für das letzte Saisonrennen zu verbessern. Moss behielt am Start die Führung, Hill gewann mehrere Positionen und lag hinter ihm auf Rang zwei. Brabham folgte auf Position drei, vor Gurney und Schell. Auch Graham Hill schied kurze Zeit nach dem Rennstart mit einem Kupplungsschaden aus.
In Runde zwei verbesserte sich die Klassifizierung für Ferrari, Phil Hill überholte Moss und ging somit in Führung, Gurney überholte dahinter Brabham. Anschließend wechselte die Führung mehrmals zwischen Moss und Phil Hill. Moss überholte Phil Hill in Runde vier, Phil Hill konterte eine Runde später. Dann führte er bis zur Runde 15, als Moss erneut für eine Rennrunde auf Platz eins lag. Erst in Runde 32 entschied Moss das Duell für sich, als Phil Hill für einen Reifenwechsel an die Box kam. Zuvor schied auch der zweite Lotus aus, Ireland hatte ein Bremsversagen an seinem Wagen. Außerdem gab es noch drei Motorschäden, wodurch Fairman, McLaren und Salvadori ausschieden.
Ferrari entschied nach der Hälfte der Renndistanz alle seine Fahrer für einen Reifenwechsel an die Box zu holen. Das Team erwartete, dass Cooper und das RRC Walker Racing Team eine ähnliche Strategie fuhren und ebenfalls einen Boxenstopp machen würden, doch Ferrari blieb das einzige Team mit Ein-Stopp-Strategie. Cooper täuschte dabei immer wieder Reifenwechsel an, um Ferrari in Sicherheit zu wiegen, doch die Wagen blieben auf der Strecke. Am Ende holte Ferrari zwar wegen frischerer Reifen auf die Cooper auf, trotzdem gewann Moss das Rennen mit einem Vorsprung von 46 Sekunden auf Phil Hill. Moss gewann das zweite Rennen in Serie, Cooper reichte dieser Sieg für den vorzeitigen Gewinn der Konstrukteursweltmeisterschaft. Dies war der erste Titel der Teamgeschichte und gleichzeitig der erste Konstrukteurstitel für einen Wagen mit Heckmotor. Dies war auch der Beginn einer neuen Ära in der Formel, denn in den nächsten Jahrzehnten gelang es keinem weiteren Team mehr, mit einem Frontmotor eine Weltmeisterschaft zu gewinnen.
Phil Hill wurde Zweiter, Brabham komplettierte das Podium auf dem dritten Platz. Damit blieb die Fahrerweltmeisterschaft noch offen, sowohl Brabham, als auch Moss und Brooks hatten noch Chancen den Titel zu gewinnen. Brabham ging mit einem Vorsprung von 5,5 Punkten auf Moss und 8 Punkten auf Brooks ins letzte Saisonrennen. Die weiteren Plätze belegten drei Ferrari-Fahrer, Gurney und Allison erhielten Punkte für die Positionen Vier und Fünf, Gendebien wurde Sechster. Die B.R.M.-Fahrer Schell und Bonnier belegten die Plätze sieben und acht, Trintignant und Shelby komplettierten die ersten Zehn.
Für Moss war es der dritte und letzte Sieg in Monza, außerdem blieb es der einzige Erfolg für Cooper auf der Rennstrecke. Im folgenden Jahr wurde das Rennen von vielen Teams boykottiert da man zur alten Streckenführung mit den Steilkurven zurückkehrte, wodurch Ferrari den letzten Sieg eines frontmotorbetriebenen Wagens erzielte.

## Meldeliste
| Team                     | Nr. | Fahrer              | Chassis            | Motor               | Reifen |
| ------------------------ | --- | ------------------- | ------------------ | ------------------- | ------ |
| Owen Racing Organisation | 02  | Harry Schell        | BRM P25            | BRM 2.5 L4          | D      |
| Owen Racing Organisation | 04  | Ron Flockhart       | BRM P25            | BRM 2.5 L4          | D      |
| Owen Racing Organisation | 06  | Jo Bonnier          | BRM P25            | BRM 2.5 L4          | D      |
| Owen Racing Organisation | 06  | Jo Bonnier          | BRM P48            | BRM 2.5 L4          | D      |
| Cooper Car Company       | 08  | Bruce McLaren       | Cooper T51         | Climax 2.5 L4       | D      |
| Cooper Car Company       | 10  | Giorgio Scarlatti   | Cooper T51         | Climax 2.5 L4       | D      |
| Cooper Car Company       | 12  | Jack Brabham        | Cooper T51         | Climax 2.5 L4       | D      |
| RRC Walker Racing Team   | 14  | Stirling Moss       | Cooper T51         | Climax 2.5 L4       | D      |
| RRC Walker Racing Team   | 16  | Maurice Trintignant | Cooper T51         | Climax 2.5 L4       | D      |
| Team Lotus               | 18  | Graham Hill         | Lotus 16           | Climax 2.5 L4       | D      |
| Team Lotus               | 20  | Innes Ireland       | Lotus 16           | Climax 2.5 L4       | D      |
| High Efficiency Motors   | 22  | Jack Fairman        | Cooper T51         | Maserati 2.5 L4     | D      |
| David Brown Organisation | 24  | Roy Salvadori       | Aston Martin DBR4  | Aston Martin 2.5 L6 | A      |
| David Brown Organisation | 26  | Carroll Shelby      | Aston Martin DBR4  | Aston Martin 2.5 L6 | A      |
| Ottorino Volonterio      | 28  | Giulio Cabianca     | Maserati 250F      | Maserati 2.5 L6     | D      |
| Scuderia Ferrari         | 30  | Tony Brooks         | Ferrari Dino 246F1 | Ferrari 2.4 V6      | D      |
| Scuderia Ferrari         | 32  | Phil Hill           | Ferrari Dino 246F1 | Ferrari 2.4 V6      | D      |
| Scuderia Ferrari         | 34  | Cliff Allison       | Ferrari Dino 246F1 | Ferrari 2.4 V6      | D      |
| Scuderia Ferrari         | 36  | Dan Gurney          | Ferrari Dino 246F1 | Ferrari 2.4 V6      | D      |
| Scuderia Ferrari         | 38  | Olivier Gendebien   | Ferrari Dino 246F1 | Ferrari 2.4 V6      | D      |
| Scuderia Centro Sud      | 40  | Colin Davis         | Cooper T51         | Maserati 2.5 L4     | D      |
| Scuderia Centro Sud      | 42  | Ian Burgess         | Cooper T51         | Maserati 2.5 L4     | D      |

## Klassifikationen

### Startaufstellung
| Pos. | Fahrer              | Konstrukteur    | Zeit   | Ø-Geschwindigkeit | Start |
| ---- | ------------------- | --------------- | ------ | ----------------- | ----- |
| 01   | Stirling Moss       | Cooper-Climax   | 1:39,7 | 207,62 km/h       | 01    |
| 02   | Tony Brooks         | Ferrari         | 1:39,8 | 207,41 km/h       | 02    |
| 03   | Jack Brabham        | Cooper-Climax   | 1:40,2 | 206,59 km/h       | 03    |
| 04   | Dan Gurney          | Ferrari         | 1:40,8 | 205,36 km/h       | 04    |
| 05   | Phil Hill           | Ferrari         | 1:41,2 | 204,55 km/h       | 05    |
| 06   | Olivier Gendebien   | Ferrari         | 1:41,4 | 204,14 km/h       | 06    |
| 07   | Harry Schell        | B.R.M.          | 1:41,6 | 203,74 km/h       | 07    |
| 08   | Cliff Allison       | Ferrari         | 1:41,8 | 203,34 km/h       | 08    |
| 09   | Bruce McLaren       | Cooper-Climax   | 1:42,0 | 202,94 km/h       | 09    |
| 10   | Graham Hill         | Lotus-Climax    | 1:42,9 | 201,17 km/h       | 10    |
| 11   | Jo Bonnier          | B.R.M.          | 1:43,1 | 200,78 km/h       | 11    |
| 12   | Giorgio Scarlatti   | Cooper-Climax   | 1:43,3 | 200,39 km/h       | 12    |
| 13   | Maurice Trintignant | Cooper-Climax   | 1:43,4 | 200,19 km/h       | 13    |
| 14   | Innes Ireland       | Lotus-Climax    | 1:43,5 | 200,00 km/h       | 14    |
| 15   | Ron Flockhart       | B.R.M.          | 1:43,6 | 199,81 km/h       | 15    |
| 16   | Ian Burgess         | Cooper-Maserati | 1:44,6 | 197,90 km/h       | 16    |
| 17   | Roy Salvadori       | Aston Martin    | 1:44,7 | 197,71 km/h       | 17    |
| 18   | Colin Davis         | Cooper-Maserati | 1:44,9 | 197,33 km/h       | 18    |
| 19   | Carroll Shelby      | Aston Martin    | 1:46,4 | 194,55 km/h       | 19    |
| 20   | Jack Fairman        | Cooper-Maserati | 1:49,4 | 189,21 km/h       | 20    |
| 21   | Giulio Cabianca     | Maserati        | 1:51,5 | 185,65 km/h       | 21    |

### Rennen
| Pos. | Fahrer              | Konstrukteur    | Runden | Stopps | Zeit       | Start | Schnellste Runde |
| ---- | ------------------- | --------------- | ------ | ------ | ---------- | ----- | ---------------- |
| 01   | Stirling Moss       | Cooper-Climax   | 72     |        | 2:04:05,4  | 01    | 1:41,0           |
| 02   | Phil Hill           | Ferrari         | 72     |        | + 46,7     | 05    | 1:40,4           |
| 03   | Jack Brabham        | Cooper-Climax   | 72     |        | + 1:12,5   | 03    | 1:43,1           |
| 04   | Dan Gurney          | Ferrari         | 72     |        | + 1:19,6   | 04    | 1:41,5           |
| 05   | Cliff Allison       | Ferrari         | 71     |        | + 1 Runde  | 08    | 1:41,8           |
| 06   | Olivier Gendebien   | Ferrari         | 71     |        | + 1 Runde  | 06    | 1:43,3           |
| 07   | Harry Schell        | B.R.M.          | 70     |        | + 2 Runden | 07    | 1:44,9           |
| 08   | Jo Bonnier          | B.R.M.          | 70     |        | + 2 Runden | 11    | 1:43,8           |
| 09   | Maurice Trintignant | Cooper-Climax   | 70     |        | + 2 Runden | 13    | 1:44,2           |
| 10   | Carroll Shelby      | Aston Martin    | 80     |        | + 2 Runden | 19    | 1:45,4           |
| 11   | Colin Davis         | Cooper-Maserati | 68     |        | + 4 Runden | 18    | 1:45,5           |
| 12   | Giorgio Scarlatti   | Cooper-Climax   | 68     |        | + 4 Runden | 12    | 1:45,2           |
| 13   | Ron Flockhart       | B.R.M.          | 67     |        | + 5 Runden | 15    | 1:44,7           |
| 14   | Ian Burgess         | Cooper-Maserati | 67     |        | + 5 Runden | 16    | 1:45,3           |
| 15   | Giulio Cabianca     | Maserati        | 64     |        | + 8 Runden | 21    | 1:53,4           |
| –    | Roy Salvadori       | Aston Martin    | 44     |        | DNF        | 17    | 1:44,7           |
| –    | Bruce McLaren       | Cooper-Climax   | 22     |        | DNF        | 09    | 1:42,8           |
| –    | Jack Fairman        | Cooper-Maserati | 18     |        | DNF        | 20    | 1:51,6           |
| –    | Innes Ireland       | Lotus-Climax    | 14     |        | DNF        | 14    | 1:44,8           |
| –    | Graham Hill         | Lotus-Climax    | 1      |        | DNF        | 10    | 1:57,7           |
| –    | Tony Brooks         | Ferrari         | 0      |        | DNF        | 02    | –                |

## WM-Stände nach dem Rennen
Die ersten fünf des Rennens bekamen 8, 6, 4, 3, 2 Punkte. Der Fahrer mit der schnellsten Rennrunde erhielt zusätzlich 1 Punkt. Es zählten nur die fünf besten Ergebnisse aus acht Rennen. Streichresultate sind in Klammern gesetzt.

### Fahrerwertung
| Pos. | Fahrer              | Konstrukteur         | Punkte |
| ---- | ------------------- | -------------------- | ------ |
| 01   | Jack Brabham        | Cooper-Climax        | 31     |
| 02   | Stirling Moss       | Cooper-Climax        | 25,5   |
| 03   | Tony Brooks         | Ferrari / Vanwall    | 23     |
| 04   | Phil Hill           | Ferrari              | 20     |
| 05   | Dan Gurney          | Ferrari              | 13     |
| 06   | Maurice Trintignant | Cooper-Climax        | 12     |
| 07   | Masten Gregory      | Cooper-Climax        | 10     |
| 08   | Jo Bonnier          | B.R.M.               | 10     |
| 09   | Bruce McLaren       | Cooper-Climax        | 8,5    |
| 10   | Rodger Ward         | Watson-Offenhauser   | 8      |
| 11   | Jim Rathmann        | Watson-Offenhauser   | 6      |
| 12   | Harry Schell        | B.R.M.               | 5      |
| 13   | Johnny Thomson      | Lesovsky-Offenhauser | 5      |
| 14   | Tony Bettenhausen   | Eppery-Offenhauser   | 3      |
| 15   | Innes Ireland       | Lotus-Climax         | 3      |
| 16   | Olivier Gendebien   | Ferrari              | 3      |
| 17   | Paul Goldsmith      | Eppery-Offenhauser   | 2      |
| 18   | Jean Behra †        | Ferrari              | 2      |
| 19   | Cliff Allison       | Ferrari              | 2      |
| 20   | Ron Flockhart       | B.R.M.               | 0      |
| 21   | Alan Stacey         | Lotus-Climax         | 0      |

| Pos. | Fahrer                         | Konstrukteur                   | Punkte |
| ---- | ------------------------------ | ------------------------------ | ------ |
| 22   | Roy Salvadori                  | Cooper-Maserati / Aston Martin | 0      |
| 23   | Ian Burgess                    | Cooper-Maserati                | 0      |
| 24   | Carroll Shelby                 | Aston Martin                   | 0      |
| 25   | Colin Davis                    | Cooper-Maserati                | 0      |
| 26   | Giorgio Scarlatti              | Maserati                       | 0      |
| 27   | Graham Hill                    | Lotus-Climax                   | 0      |
| 28   | Carel Godin de Beaufort        | Porsche / Maserati             | 0      |
| 29   | Fritz d’Orey                   | Maserati                       | 0      |
| 30   | Giulio Cabianca                | Maserati                       | 0      |
| 31   | Mário de Araújo Cabral         | Cooper-Maserati                | 0      |
| 32   | Chris Bristow                  | Cooper-Borward                 | 0      |
| 33   | Henry Taylor                   | Cooper-Climax                  | 0      |
| 34   | Peter Ashdown                  | Cooper-Climax                  | 0      |
| 35   | Ivor Bueb                      | Cooper-Borward                 | 0      |
| –    | Wolfgang Graf Berghe von Trips | Porsche                        | 0      |
| –    | Bruce Halford                  | Lotus-Climax                   | 0      |
| –    | Jack Fairman                   | Cooper-Climax                  | 0      |
| –    | Hans Herrmann                  | B.R.M.                         | 0      |
| –    | David Piper                    | Lotus-Climax                   | 0      |
| –    | Brian Naylor                   | JBW-Maserati                   | 0      |

### Konstrukteurswertung
- Es zählten nur die fünf besten Ergebnisse aus acht Rennen. Streichresultate sind in Klammern gesetzt.
- Es zählte nur das Ergebnis des bestplatzierten Fahrzeugs eines Konstrukteurs.
- Beim Indianapolis 500 wurden keine Konstrukteurspunkte vergeben.

| Pos. | Konstrukteur  | Punkte  |
| ---- | ------------- | ------- |
| 01   | Cooper-Climax | 38 (45) |
| 02   | Ferrari       | 32 (34) |
| 03   | B.R.M.        | 18      |
| 04   | Lotus-Climax  | 3       |
| 05   | Aston Martin  | 0       |

| Pos. | Konstrukteur | Punkte |
| ---- | ------------ | ------ |
| 06   | Maserati     | 0      |
| –    | Porsche      | 0      |
| –    | JBW-Maserati | 0      |
| –    | Vanwall      | 0      |